# متلازمة بورا
متلازمة بورا، والمعروفة أيضًا باسم اضطراب النمو العصبي المرتبط بـ بورا، هي اضطراب وراثي جديد نادر يتميز بالتأخر في النمو والكلام، ونقص الضغط عند الولادة، وفشل النمو، والنعاس المفرط، والصرع، وغيرها من الحالات الشاذة.

## وصف
عادة ما يظهر المرضى (عادة الأطفال، ولكن بما في ذلك البالغين) الذين يعانون من هذا الاضطراب:
- تأخر تطوري واسع النطاق
- تأخر الكلام
- صعوبات التوازن والمشي (قد تتعلم المشي في عمر متأخر عن المتوسط أو قد لا تكون أبدًا متنقلة)
- نقص التوتر العضلي
- صعوبات التغذية (عسر البلع هو أحد الأسباب)
- الصرع
- نعاس مفرط أثناء النهار
- انخفاض حرارة الجسم المزمن
- انقطاع النفس
- نقص التهوية
- الحداب والجنف
- اضطرابات بصرية بما في ذلك الحول والرأرأة

غالبًا ما يتم حل مشاكل التنفس بعد عمر السنة.

## الأسباب
يحدث هذا الاضطراب بسبب طفرات في جين بورا، في الكروموسوم 5. هذا الجين ضروري لتكوين pur-alpha ، وهو بروتين يتحكم في نشاط الجينات المختلفة وهو حيوي لتكاثر الجينات. كما أنه مهم للتطور الطبيعي للدماغ من خلال توجيه نمو الخلايا العصبية وتقسيمها، وتشكيل ونضج الميالين، وهو مادة تحمي الأعصاب وتعزز انتقال النبضات العصبية بكفاءة. غالبًا ما تكون هذه الطفرات تلقائية (جديدة)، مما يعني أنها قد تظهر في الطفل الذي يكون تاريخ عائلته خاليًا من الطفرة. لقد ثبت أن الطفرات ستورث بطريقة وراثية سائدة.

## علم أصول الكلمات
تم اكتشاف هذه الحالة لأول مرة في عام 2014 بواسطة لالاني وآخرون. عندما وصفوا 11 شخصًا يعانون من نقص التوتر عند الأطفال حديثي الولادة، واعتلال الدماغ الذي غالبًا (ولكن ليس دائمًا) مرتبط بالصرع، وتأخر شديد في النمو.

## علم الوبائيات
وفقًا لـ الوراثة المندلية البشرية عبر الإنترنت، تم وصف حوالي 62 حالة في الأدبيات الطبية في جميع أنحاء العالم، مما يجعل متلازمة بورا اضطرابًا نادرًا جدًا. وتشير التقديرات إلى أن هذه المتلازمة هي سبب 1% من جميع حالات تأخر النمو.
كما هو متوقع مع مرض نادر بهذا الشكل، يتم اكتشاف المرضى الذين لم يتم تشخيصهم (أو تم تشخيصهم بشكل خاطئ باضطرابات أخرى، مثل متلازمة أنجلمانز التي تظهر بشكل مشابه). اعتبارًا من عام 2023، اعترفت مؤسسة متلازمة بورا بأكثر من 500 مريض في جميع أنحاء العالم.